# Второе Я
Второе Я — другий повноформатний альбом українського рок-гурту ТонкаяКраснаяНить. Випуску альбому передував реліз синглу "Правда или Ложь", на який був відзнятий другий режисерський кліп . Порівняно з попереднім альбомом, у "Второе Я" гурт дещо послабив вокальні партії і змінив настрій композицій на більш позитивний та ліричний. Скрім та гроул майже відсутні. Гітарні партії спростились, але на важкості звучання це майже не позначилось. В ході туру на підтримку альбому було знято відео на трек "В наших руках" 

### Учасники гурту про альбом
"Наш второй студийный альбом готов увидеть свет. Это история о человеке, попавшем в омут соблазнов большого города. Города несбывшихся грез, в котором хрусталь надежд разбивается о холодные стены серых зданий и безразличные лица людей, опустевших внутри… Города, где страхи берут верх над здравым смыслом, а леденящий кровь шепот ночных улиц доводит до сумасшествия, заставляя отдать всё за одно лишь ощущение свободы. В нашей истории нельзя быть собой. Неизвестно, какими красками будет блистать следующая ночь в этом лабиринте шумных проспектов и пустынных переулков. Самое время увидеть в зеркале нового себя. Другого, не похожего на увлеченного возвышенными изречениями слабака, пытающегося дарить тепло и любовь всем и каждому, но при этом ловящего только взгляды, полные цинизма и недоверия. Пора разглядеть сильного и уверенного в следующем шаге героя, пылающего от азарта при виде новых поворотов судьбы. Мы нашли наше Второе Я. Все его грани отражены в этой истории. Добро пожаловать!"

Альбом був презентований 3 березня 2012 року в клубі "Тайм-аут" (Дніпропетровськ).

## Зміст
1. Пролог — 01:36
2. Добро Пожаловать — 00:52
3. Дорога Домой — 03:39
4. Часть 2 — 00:53
5. В Наших Руках — 03:13
6. Правда Или Ложь — 04:11
7. Часть 3 — 01:32
8. Танцы Теней — 03:41
9. Этой Ночью — 04:29
10. В Темноте — 03:32
11. Время (feat. Сергій Бабкін) — 04:06
12. Бездна — 05:27
13. Хватит Бояться — 02:45
14. Эпилог — 00:48
15. Сотни Дорог — 03:22

## Музиканти
- Євген Тютюнник — вокал, тексти
- Дмитро Анісімов — гітара
- В'ячеслав Бровко — гітара
- Андрій Бахнєв — бас
- Антон Кубрак — ударні